# متیو گلیتز
متیو گلیتز (انگلیسی: Matthew Glaetzer؛ زادهٔ ۲۴ اوت ۱۹۹۲) دوچرخه‌سوار اهل استرالیا است.
وی در مسابقات کشوری و بین‌المللی در مجموع برندهٔ ۵ مدال طلا، ۲ مدال نقره، ۲ مدال برنز شده‌است.